# 大卫·莫里斯 (滑雪运动员)
大卫·莫里斯（1984年8月31日—）生于墨尔本，是一名澳大利亚自由式滑雪运动员，他曾获得2014年索契冬奥会自由式滑雪男子空中技巧项目银牌，并担任该届冬奥闭幕式旗手。